# Fairbury, Nebraska
Fairbury är administrativ huvudort i Jefferson County i Nebraska. Orten har fått sitt namn efter Fairbury i Illinois. Enligt 2020 års folkräkning hade Fairbury 3 970 invånare.